# The Eerie Cold
 (octobre 2007).
Si vous disposez d'ouvrages ou d'articles de référence ou si vous connaissez des sites web de qualité traitant du thème abordé ici, merci de compléter l'article en donnant les références utiles à sa vérifiabilité et en les liant à la section « Notes et références ».
The Eerie Cold est le quatrième album du groupe suédois Shining (2005). Cet album marque la fin de la période black metal ambiant du groupe.

## Shining - IV - The Eerie Cold
1. I Och Med Insikt Skall Du Förgå; 07:32;
2. Vemodets Arkitektur; 07:53;
3. Någonting Är Jävligt Fel; 06:20;
4. Eradication Of The Condition; 06:58;
5. The Eerie Cold (Samvetskvalens Ballad); 05:53
6. The Claws Of Perdition; 06:18

## Musiciens
- Niklas Kvarforth : chant